# Stazione di Filiano
Stazione di Filiano vasútállomás Olaszországban, Filiano településen.

## Vasútvonalak
Az állomást az alábbi vasútvonalak érintik:
- Foggia-Potenza-vasútvonal

## Kapcsolódó állomások
A vasútállomáshoz az alábbi állomások vannak a legközelebb:
- Stazione di Castel Lagopesole
- Stazione di Forenza